# NGC 7691
NGC 7691 je spirální galaxie s příčkou v souhvězdí Pegase. Její zdánlivá jasnost je 12,9m a úhlová velikost 2,1′ × 1,6′. Je vzdálená 188 milionů světelných let, průměr má 115 000 světelných let. Galaxii objevil 16. října 1784 William Herschel.